# 殿村誠士
殿村誠士（とのむらせいじ、1968年8月16日 – ）は、大阪府枚方市出身の写真家。活動は主に雑誌や広告媒体の撮影。
クレジットはTOY関連はトノムラセイジと表記、その他は殿村誠士。

## 概略
- 大阪府立牧野高等学校 卒業
- 大阪写真専門学校（現・ビジュアルアーツ大阪） 卒業

1988年に上京、レンタルスタジオ勤務、アシスタントを経て1995年 独立
東京を活動拠点とする。

## 主な作品

### 書籍
- ソニーマガジンズ bean's vol.1〜12
- ソニーマガジンズ プチブライス Petite Mania vol.1,2
- ピエ・ブックス KO・KE・SHI人形